# Hồ Thị Kim Thoa
Hồ Thị Kim Thoa (sinh ngày 1 tháng 6 năm 1960) là một nữ doanh nhân và chính trị gia người Việt Nam. Bà nguyên là Thứ trưởng Bộ Công Thương Việt Nam (2010 - 2017). Bà từng là Chủ tịch kiêm Tổng Giám đốc Công ty Cổ phần Bóng đèn Điện Quang. Tại thời điểm đang là Thứ trưởng, bà Thoa vẫn là cổ đông lớn thứ sáu của Công ty Cổ phần Bóng đèn Điện Quang. Bà nắm giữ 1.161.446 cổ phiếu DQC, tương đương với 5,30% vốn. Bà Hồ Thị Kim Thoa cũng là Chủ tịch đầu tiên của Hiệp hội Nữ doanh nhân Việt Nam.
Ngày 10 tháng 7 năm 2020, khi bị truy tố về tội làm trái các quy định của pháp luật về quản lý tài sản Nhà nước, Hồ Thị Kim Thoa lúc đó đang đi du lịch ở Pháp đã ở lại và hiện đang sống ở Paris.

## Xuất thân
Hồ Thị Kim Thoa sinh ngày 1 tháng 6 năm 1960 tại Nghệ An. Bà Thoa hiện sống tại Quận 11, Thành phố Hồ Chí Minh.

## Giáo dục
Bà Thoa có trình độ thạc sĩ kinh tế. 

## Cuộc đời
Trước năm 1992, bà Thoa công tác tại Phòng Tài vụ Công ty Xuất nhập khẩu Tạp phẩm (Tocontap) - Bộ Thương mại (nay là Bộ Công Thương). Bà Thoa bắt đầu làm việc ở Điện Quang từ tháng 6/1992 với vị trí là cán bộ nghiệp vụ Phòng Kế hoạch vật tư Công ty Điện Quang, rồi lần lượt được lên chức Phó Trưởng phòng, rồi Trưởng phòng Kế hoạch vật tư Công ty bóng đèn Điện Quang vào tháng 12/1993. 3 năm sau, bà Thoa được thăng chức làm Giám đốc điều hành kinh doanh Công ty bóng đèn Điện Quang (tháng 6/1996). Giữ vị trí này được gần 4 năm, bà Thoa trở thành Tổng giám đốc (tháng 4/2000). Khi ấy, bà Thoa 40 tuổi.
Từ năm 2000 đến 2005 bà Thoa là Bí thư Đảng ủy, Tổng Giám đốc Công ty và từ 2005 đến 2010 là Chủ tịch Hội đồng quản trị kiêm Tổng Giám đốc của Công ty Điện Quang.
Trước khi được bổ nhiệm làm Thứ trưởng Bộ Công Thương vào năm 2010, bà Hồ Thị Kim Thoa đã có 18 năm công tác tại Công ty Cổ phần Bóng đèn Điện Quang.
Được Thủ tướng Chính phủ Nguyễn Tấn Dũng bổ nhiệm giữ chức Thứ trưởng Bộ Công Thương ngày 12 tháng 5 năm 2010.
Từ tháng 5 năm 2010 đến nay, em trai ruột của bà là ông Hồ Quỳnh Hưng giữ chức Chủ tịch HĐQT kiêm Tổng Giám đốc Công ty Cổ phần Bóng đèn Điện Quang.
Từ ngày 16 tháng 8 năm 2017, miễn nhiệm chức vụ Thứ trưởng Bộ Công Thương.
Ngày 13 tháng 7 năm 2020, Bộ Công an Việt Nam ra quyết định truy nã đối với bà Hồ Thị Kim Thoa.

## Bị Thủ tướng khiển trách
Ngày 21 tháng 1 năm 2017, Thủ tướng Nguyễn Xuân Phúc đã ký văn bản thi hành kỷ luật bằng hình thức khiển trách Thứ trưởng Bộ Công thương Hồ Thị Kim Thoa vì vi phạm liên quan tới công tác cán bộ tại Bộ Công thương.. Cá nhân bà Thoa có vi phạm, khuyết điểm trong việc đồng ý với đề xuất tiếp nhận, bổ nhiệm Trịnh Xuân Thanh trái quy định; thực hiện không đúng nguyên tắc, quy định khi ký quyết định.

## Bị điều tra về tài sản

### Chỉ đạo đảng lãnh đạo
Ngày 16 tháng 2 năm 2017, Văn phòng Trung ương Đảng ra thông báo ý kiến chỉ đạo của Tổng Bí thư Nguyễn Phú Trọng về nội dung các bài báo liên quan đến Thứ trưởng Bộ Công Thương Hồ Thị Kim Thoa. Ông Nguyễn Phú Trọng yêu cầu Ủy ban Kiểm tra Trung ương chủ trì, phối hợp với Ban Tổ chức Trung ương, Ban Nội chính Trung ương, Ban cán sự đảng, Bộ Kế hoạch và Đầu tư, Bộ Tài chính, Bộ Công thương, Thanh tra Chính phủ khẩn trương kiểm tra, thanh tra, xem xét, kết luận những nội dung mà các bài báo đã nêu và những vấn đề khác có liên quan và sớm báo cáo kết quả với Ban Bí thư.
Trước đó vào ngày 10-2 Bộ Công thương có phát đi thông tin cho biết, “Số cổ phần của Công ty Cổ phần Bóng đèn Điện Quang mà đồng chí Hồ Thị Kim Thoa đang sở hữu là số cổ phần có được từ trước khi được bổ nhiệm làm Thứ trưởng Bộ Công Thương. Số cổ phần này đã được kê khai đầy đủ trong hồ sơ bổ nhiệm Thứ trưởng vào năm 2009 và đã được báo cáo lên các cơ quan có thẩm quyền trước khi có quyết định bổ nhiệm Thứ trưởng....Và trong các bản kê khai tài sản hàng năm, Thứ trưởng Thoa đều kê khai số lượng cổ phiếu đang nắm giữ tại Công ty Cổ phần Bóng đèn Điện Quang.”

### Chỉ đạo chính phủ cầm quyền
Ngày 23.2, Văn phòng Chính phủ ra công văn với chỉ đạo Thủ tướng Nguyễn Xuân Phúc gửi các Bộ Tài chính, Bộ Tư pháp, Thanh tra chính phủ cùng một số bộ, ngành liên quan khẩn trương triển khai thực hiện nghiêm ý kiến chỉ đạo của Tổng Bí thư về việc phối hợp với Ủy ban Kiểm tra Trung ương và các cơ quan liên quan kiểm tra, thanh tra, kết luận những nội dung các bài báo liên quan đến Thứ trưởng Bộ Công thương Hồ Thị Kim Thoa.

## Vấn đề sở hữu cổ phần tại Công ty cổ phần bóng đèn Điện Quang
Tính đến ngày 30-11-2016, bà Hồ Thị Kim Thoa nắm giữ 1.686.415 cổ phiếu DQC, tương đương 4,91% vốn, với giá trị ước tính trên 100 tỉ đồng.
Con gái lớn của bà Thoa là bà Nguyễn Thái Nga, sinh năm 1984, tham gia thành viên HĐQT từ tháng 3.2014 và giữ chức Giám đốc chi nhánh Hà Nội Công ty cổ phần Bóng đèn Điện Quang từ tháng 6.2013. Ngày 17/11/2015, Công ty Cổ phần Bóng đèn Điện Quang đã bổ nhiệm bà Nguyễn Thái Nga, thành viên Hội đồng quản trị, làm Phó Tổng Giám đốc Công ty CP Bóng đèn Điện Quang. Bà Nga sở hữu 4,1 triệu cổ phiếu, tương đương tỉ lệ sở hữu là 12,01%.
Một người con gái khác của bà Hồ Thị Kim Thoa là Nguyễn Thái Quỳnh Lê cũng nắm giữ hơn 2,23 triệu cổ phiếu DQC, tương đương 6,49%, với giá trị đạt hơn 131,5 tỷ đồng tính theo giá trị cổ phiếu trên thị trường chứng khoán. Ngày 11/4/2016, Ban lãnh đạo Công ty Cổ phần Bóng đèn Điện Quang đã bổ nhiệm bà Nguyễn Thái Quỳnh Lê giữ chức Giám đốc Dự án Công ty CP Bóng đèn Điện Quang.
Chủ tịch Hội đồng quản trị kiêm Tổng giám đốc công ty là ông Hồ Quỳnh Hưng, sinh năm 1971, em trai bà Hồ Thị Kim Thoa nắm cổ đông lớn thứ 4 tại Điện Quang.Ông Hưng đang sở hữu hơn 2,5 triệu cổ phiếu DQC, lượng cổ phiếu này có giá trị gần 144 tỷ đồng. Với khối tài sản này, ông Hưng lọt vào Top 200 người giàu nhất sàn chứng khoán Việt Nam.
Bà Nguyễn Thị Mỹ Xuân, mẹ bà Thoa cũng có tên trong danh sách cổ đông của Điện Quang. Bà Xuân sở hữu hơn 1,2 triệu cổ phiếu DQC. Nhờ DQC, tài sản trên thị trường chứng khoán của bà Xuân đạt gần 70 tỷ đồng.
Ngoài ra, cháu ruột của bà Thoa là ông Hồ Đức Dũng (con trai ông Hồ Đức Lam, em trai bà Thoa) cũng đang nắm giữ 4,9% cổ phần của Điện Quang.
Như vậy, với việc nắm giữ lượng cổ phiếu lớn của DQC, gia đình Thứ trưởng Hồ Thị Kim Thoa đang sở hữu khối tài sản lên tới hơn 718 tỉ đồng. Ngoài giá trị cổ phiếu, tài sản của gia đình bà Thoa còn được bổ sung bằng cổ tức.
Một thành viên khác trong gia đình bà Thoa là ông Hồ Đức Lam, em trai bà Thoa, sinh năm 1962, hiện đang là thành viên HĐQT tại Bóng đèn Điện Quang. Tuy không nắm giữ cổ phần tại doanh nghiệp này nhưng ông Lam đang sở hữu khoảng 65% cổ phần tại Công ty cổ phần Nhựa Rạng Đông (RDP) và là nhân vật có quyền chi phối mọi hoạt động tại đây.

### Thắc mắc chuyên gia
- TS Ngô Minh Hải - phó trưởng ban Câu lạc bộ doanh nghiệp nhà nước (Viện Nghiên cứu quản lý kinh tế trung ương) đặt câu hỏi, “liệu có vấn đề lợi dụng cổ phần hóa để sở hữu cổ phần?”.[15]
- Câu hỏi thứ hai được ông Hải nêu ra là khi ở vị trí thứ trưởng Bộ Công thương, mặc dù sở hữu lượng lớn cổ phần tại Công ty Điện Quang nhưng tại sao bà Thoa vẫn được Bộ Công thương phân công quản lý chính lĩnh vực có liên quan đến công ty này? Theo ông Hải, việc một cán bộ nhà nước và người nhà sở hữu lượng lớn cổ phần tại doanh nghiệp, nhưng lại đồng thời nắm vai trò quản lý lĩnh vực liên quan sẽ có nguy cơ tạo nên đặc quyền, đặc lợi cho doanh nghiệp trên thị trường. Như vậy, có thể sẽ tạo ra sự thiếu minh bạch và thiếu công bằng với doanh nghiệp khác trên thị trường. LS Trương Thanh Đức - Trung tâm Trọng tài quốc tế - cho rằng nếu một cán bộ lãnh đạo vừa quản lý, vừa nắm cổ phần lớn tại doanh nghiệp, và người nhà lại nắm giữ các vị trí chủ chốt, tức là “vừa đá bóng, vừa thổi còi”. Do đó, với trường hợp này cần xem xét có hay không việc vi phạm quy định tại Luật doanh nghiệp, Luật phòng chống tham nhũng.[15]
- Chuyên gia tài chính - chứng khoán TS Đinh Thế Hiển cho rằng, cần làm rõ những nghi vấn về quá trình thâu tóm cổ phần tại Cty CP Điện Quang của gia đình Thứ trưởng Bộ Công Thương Hồ Thị Kim Thoa.[21]
- Báo CaeF đặt câu hỏi: Vậy thì tài sản ấy từ đâu mà có? Phải chăng nó là kết quả của những cái “bắt tay quyền lực” để lũng đoạn chính sách? Phải chăng nó được hình thành từ những cái “sân sau” của cán bộ lãnh đạo? Phải chăng nó còn là hệ quả của việc hiện nay chúng ta chưa kiểm soát được quyền lực, thu nhập của người có chức vụ, quyền hạn? [22]
- TS. Lê Đăng Doanh, nguyên Viện trưởng Viện Quản lý Kinh tế Trung ương cho rằng, cơ quan có thẩm quyền phải có trách nhiệm giải đáp rõ: Tại sao bà Thoa lại có nhiều cổ phần như vậy? tiền mua cổ phiếu của bà Thoa lấy từ nguồn nào? kênh nào? có minh bạch không? Việc sở hữu cổ phần của bà Thoa có hợp pháp không? Về việc các thành viên gia đình có quá nhiều cổ phần tại công ty này, thì cần làm rõ, liệu việc cổ phần hóa doanh nghiệp này có được thực hiện một cách minh bạch? Cổ phần đó được mua đi bán lại ra sao? [18]

## Kỷ luật
Ủy ban Kiểm tra trung ương ngày 3-7 cho biết, trong thời gian giữ các chức vụ Bí thư Đảng ủy, Giám đốc Công ty Bóng đèn Điện Quang, Bí thư Đảng ủy, Chủ tịch HĐQT, Tổng giám đốc Công ty cổ phần Bóng đèn Điện Quang (tháng 1-2004 đến 5-2010), bà Hồ Thị Kim Thoa đã có các vi phạm, khuyết điểm:
- Vi phạm trình tự, thủ tục trong việc thực hiện cổ phần hóa doanh nghiệp, chậm báo cáo, chưa tổ chức bàn giao giữa doanh nghiệp nhà nước và công ty cổ phần theo quy định của pháp luật; không báo cáo Bộ Công nghiệp (nay là Bộ Công thương) xử lý và xử lý không đúng số tiền lãi vay được ngân hàng cho miễn 6,7 tỷ đồng.
- Thực hiện không đúng, không đầy đủ các thủ tục theo quy định, quyết định của Nhà nước về quản lý đất đai trong quá trình Công ty Điện Quang ký hợp đồng và phụ lục hợp đồng về hợp tác đầu tư tại khu đất số 12 Tôn Đản, Thành phố Hồ Chí Minh với Công ty Constrexim - Bộ Xây dựng, khi chưa được chủ sở hữu và cơ quan có thẩm quyền phê chuẩn, chấp thuận.
- Không báo cáo các cơ quan có thẩm quyền xử lý và xử lý không đúng khoản thu 30 tỷ đồng từ việc chuyển nhượng quyền khai thác, sử dụng khu đất 12 Tôn Đản.
- Mua cổ phần vượt mức quy định; chuyển nhượng cổ phần không đúng quy định của Điều lệ của Công ty. Việc chuyển nhượng phần vốn góp của Nhà nước vào Công ty TNHH Đầu tư và Thương mại Điện Quang không báo cáo, xin ý kiến chủ sở hữu là vi phạm quy định về quản lý vốn nhà nước tại doanh nghiệp.
- Trong thời gian dài, nhiều lần kê khai tài sản, thu nhập không đúng, không đầy đủ theo quy định về kê khai tài sản, thu nhập, vi phạm quy định về những điều đảng viên không được làm.[23]

Ngày 2 tháng 12 năm 2020, Ban Bí thư Trung ương Đảng đã họp dưới sự chủ trì của Tổng Bí thư, Chủ tịch nước Nguyễn Phú Trọng để xem xét việc thi hành kỷ luật bà Hồ Thị Kim Thoa, nguyên Ủy viên Ban cán sự Đảng, nguyên Thứ trưởng Bộ Công thương. Sau khi xem xét đề nghị của Ủy ban Kiểm tra Trung ương, Ban Bí thư nhận thấy:
- Trong thời gian giữ cương vị ủy viên Ban cán sự đảng, thứ trưởng Bộ Công thương giai đoạn 2010 - 2017, bà Hồ Thị Kim Thoa đã có những vi phạm, khuyết điểm liên quan đến dự án khu đất 2-4-6 Hai Bà Trưng, phường Bến Nghé, quận 1, TP.HCM trong vụ án "Vi phạm các quy định về quản lý đất đai" và "Vi phạm quy định về quản lý, sử dụng tài sản nhà nước gây thất thoát, lãng phí" đã được Cơ quan cảnh sát điều tra, Bộ Công an ra quyết định khởi tố vụ án hình sự và có kết luận điều tra đề nghị truy tố.
- Sau khi có quyết định nghỉ hưu, bà Hồ Thị Kim Thoa bỏ sinh hoạt Đảng và đã xuất cảnh ra nước ngoài.

Theo đó, Ban bí thư quyết định thi hành kỷ luật bà Hồ Thị Kim Thoa bằng hình thức Khai trừ ra khỏi Đảng.

## Kết quả điều tra
Thiếu tướng Lê Văn Cương, nguyên Viện trưởng Viện nghiên cứu chiến lược (bộ Công an) nêu ý kiến vào ngày 7.7: "Với tư cách một công dân, tôi đề nghị kỷ luật bà Hồ Thị Kim Thoa một cách nghiêm túc. Quan điểm cá nhân tôi, cần cách chức Thứ trưởng bộ Công Thương Hồ Thị Kim Thoa. Bà Thoa không còn xứng đáng để ngồi ở vị trí ấy nữa. Song song với việc xử lý kỷ luật bà Hồ Thị Kim Thoa, tôi đề nghị cơ quan chức năng tiến hành kỷ luật những người có trọng trách đã đưa bà Hồ Thị Kim Thoa lên đến chức Thứ trưởng và những cán bộ nào liên quan đến việc kê khai tài sản không trung thực của bà Thoa." 
Tại phiên họp kỳ thứ 16 diễn ra từ ngày 25 đến 27/7/2017, Ủy ban Kiểm tra Trung ương nhận định, những vi phạm, khuyết điểm của bà Hồ Thị Kim Thoa - Thứ trưởng Bộ Công Thương là nghiêm trọng. Ủy ban Kiểm tra Trung ương quyết định thi hành kỷ luật cảnh cáo đối với bà Thoa, đồng thời kiến nghị cơ quan có thẩm quyền xem xét miễn nhiệm các chức vụ hiện nay của bà Hồ Thị Kim Thoa.
Theo kết luận của UBKTTƯ, bà Thoa đã có vi phạm các quy định, quyết định của Nhà nước về quản lý đất đai. Cty Điện Quang ký hợp đồng về hợp tác đầu tư tại khu đất số 12 Tôn Đản, TPHCM với Cty Constremim - Bộ Xây dựng, khi chưa được chủ sở hữu và cơ quan có thẩm quyền phê chuẩn. Không báo cáo các cơ quan có thẩm quyền và xử lý không đúng khoản thu 30 tỉ đồng từ việc chuyển nhượng quyền khai thác, sử dụng đất 12 Tôn Đản.

## Xin thôi việc
Ngày 1/8/2017, chỉ vài ngày sau kết luận của Ủy ban Kiểm tra trung ương Đảng Cộng sản Việt Nam, bà Hồ Thị Kim Thoa bất ngờ nộp đơn xin thôi việc tới ban lãnh đạo Bộ Công Thương 

## Bị truy tố, bỏ trốn
Ngày 13 tháng 7 năm 2020, Cơ quan CSĐT đã ra quyết định truy nã bà Hồ Thị Kim Thoa, cựu thứ trưởng Bộ Công thương, do có hành vi sai phạm trong thời gian dài, cố ý làm trái các quy định của pháp luật về quản lý tài sản nhà nước. Sau khi bị khởi tố bị can về hành vi vi phạm quy định về quản lý tài sản nhà nước gây thất thoát, lãng phí, bà Thoa hiện đã bỏ trốn, vì thế Cơ quan CSĐT Bộ Công an đã ra quyết định truy nã quốc tế bị can, tạm đình chỉ điều tra vụ án, tạm đình chỉ điều tra bị can đối với bà Thoa, chờ bắt giữ được sẽ xử lý theo quy định.
Vào thời điểm trên bà Kim Thoa đang đi du lịch Pháp, trong đó có ghé trung tâm thiền tập Làng Mai. Sau khi nghe tin khởi tố, bà Thoa đã ở lại Pháp bằng visa du lịch.
Ngày 2 tháng 12 năm 2020, Tổ chức Cảnh sát Hình sự Quốc tế (Interpol/ICPO) đã ban hành truy nã đỏ đối với bị can Hồ Thị Kim Thoa.